# آلفرد نیکول
آلفرد نیکول (انگلیسی: Alfred Nicol؛ زادهٔ) بازیکن فوتبال اهل بریتانیا است.
از باشگاه‌هایی که در آن بازی کرده‌است می‌توان به باشگاه فوتبال گینزبورو ترینیتی و باشگاه فوتبال برنلی اشاره کرد.